# Joey King
Joey Lynn King, född 30 juli 1999 i Los Angeles, är en amerikansk skådespelare.
Under 2013 spelade hon i bland annat The Conjuring och White House Down. King blev uppskattad av kritiker för sin huvudroll i TV-serien The Act  och fick både Primetime Emmy Award- och Golden Globe Award-nomineringar för sin prestation.
År 2018 medverkade hon i The Kissing Booth tillsammans med Jacob Elordi och Joel Courtney.

## Biografi
Joey King föddes i Los Angeles i Kalifornien och började skådespela redan vid 4 års ålder då hon syntes i en välkänd reklam för frukostflingor. Hon gjorde sedan flera stora reklamfilmer innan hon gick över till röstskådespelare i Horton. Hon gjorde också några småroller innan hon fick den ledande rollen som Ramona Quimby i Ramona and Beezus, som gav henne en Young Artist Award.
I februari 2022 förlovade sig King med producenten/regissören Steven Piet (född 1984). De gifte sig i september 2023.

## Filmografi (i urval)

### Filmer
| År   | Titel                         | Roll                           | Anmärkningar            |
| ---- | ----------------------------- | ------------------------------ | ----------------------- |
| 2008 | Horton                        | Katie                          | Röstroll                |
| 2008 | Quarantine                    | Briana                         |                         |
| 2010 | Ramona and Beezus             | Ramona Quimby                  |                         |
| 2011 | Battle: Los Angeles           | Kirsten                        |                         |
| 2011 | Crazy, Stupid, Love           | Molly Weaver                   |                         |
| 2012 | The Dark Knight Rises         | Unga Talia al Ghul             |                         |
| 2013 | The Conjuring                 | Christine Perron               |                         |
| 2013 | Family Weekend                | Lucinda Smith-Dungy            |                         |
| 2013 | Oz: The Great and Powerful    | China Girl / Flicka i rullstol |                         |
| 2013 | White House Down              | Emily Cale                     |                         |
| 2014 | The Sound and the Fury        | Miss Quentin                   |                         |
| 2014 | Wish I Was Here               | Grace Bloom                    |                         |
| 2015 | Stonewall                     | Phoebe Winters                 |                         |
| 2016 | Independence Day: Återkomsten | Sam Blackwell                  |                         |
| 2017 | Going in Style                | Brooklyn Harding               |                         |
| 2017 | Wish Upon                     | Clare Shannon                  |                         |
| 2018 | The Lie                       | Kayla Logan                    |                         |
| 2018 | Summer '03                    | Jamie Winkle                   |                         |
| 2018 | Slender Man                   | Wren                           |                         |
| 2018 | The Kissing Booth             | Elle Evans                     |                         |
| 2019 | Zeroville                     | Zazi                           |                         |
| 2020 | The Kissing Booth 2           | Elle Evans                     | Även exekutiv producent |
| 2021 | The Kissing Booth 3           | Elle Evans                     | Även exekutiv producent |
| 2022 | The In Between                | Tessa                          | Även producent          |
| 2022 | The Princess                  | Prinsessan                     | Även exekutiv producent |
| 2022 | Bullet Train                  | Prince                         |                         |
| 2024 | A Family Affair               | Zara Ford                      |                         |
| 2024 | Uglies                        | Tally                          |                         |

### TV
| År        | Titel                          | Roll                   | Anmärkningar                           |
| --------- | ------------------------------ | ---------------------- | -------------------------------------- |
| 2006      | Malcolm - Ett geni i familjen  | Flicka på fest         | Avsnitt: "Mono"                        |
| 2006–2007 | Jericho                        | Sally                  | 3 avsnitt                              |
| 2007      | Entourage                      | Chuck Liddell's dotter | Avsnitt: "Gotcha!"                     |
| 2007-2008 | CSI: Crime Scene Investigation | Nora Rowe              | 2 avsnitt                              |
| 2008      | Medium                         | Unga Kelly Mackenzie   | Avsnitt: "Drowned world"               |
| 2010      | Ghost Whisperer                | Cassidy                | 2 avsnitt                              |
| 2011      | Bent                           | Charlie Meyers         | Huvudroll                              |
| 2012      | New Girl                       | Brianna                | Avsnitt: "Bully"                       |
| 2014–2015 | Fargo                          | Greta Grimly           |                                        |
| 2016      | The Flash                      | Frankie Kane / Magenta | Avsnitt: "Magenta"                     |
| 2019      | The Act                        | Gypsy Blanchard        | Huvudroll                              |
| 2019      | Life in Pieces                 | Morgan                 | 3 avsnitt                              |
| 2020      | The Simpsons                   | Addy (röst)            | Avsnitt: "The Hateful Eight-Year-Olds" |